# Калифорнийский университет в Дейвисе
Калифорнийский университет в Де́йвисе (англ. University of California, Davis, UC Davis) — один из университетов в системе Калифорнийского университета, находящийся в городе Дейвис.
В 2005 году занимал 14-е место среди публичных университетов США согласно U.S. News & World Report. Университет известен отделениями медицины (основано в 1966), ветеринарии (1948), юриспруденции (1969), менеджмента (1981), однако в Дейвисе также обучаются и ведут исследования по всем основным современным дисциплинам.

## История
Дейвис был создан как ферма для Беркли в 1909 году. В 1959 году Дейвис был выделен в отдельный университет — на то время седьмой по счёту в системе Калифорнийского университета.

## Известные преподаватели и студенты
Среди преподавателей и студентов университета — ряд известных американских общественных деятелей и крупных бизнесменов.
Беннет Омалу, судебно-медицинский эксперт и врач-невролог. Первый обнаружил и опубликовал результаты хронической травматической энцефалопатии (ХТЭ), изучая американских футболистов, работая в округе Аллегейни в Питтсбурге.
- Трейси Колдвелл-Дайсон, астронавт.
- Энн Венеман, директор ЮНИСЕФ.
- Энтони Суоффорд, автор романа, по которому снят фильм «Морпехи».
- Джош Дейвис (DJ Shadow).
- Стивен Робинсон, астронавт.
- Гэри Снайдер, поэт.
- Джон Уотсон, бывший председатель совета директоров и главный исполнительный директор корпорации Chevron.
- Лео Чалупа, основатель сервиса публикации научного и научно-популярного видеоконтента SciVee.
- Разиб Хан, генетик, популяризатор науки, блогер и подкастер в области популяционной генетики и потребительской геномики.